# Santa Isabel (Requena)
Santa Isabel es una localidad peruana, capital de distrito de Maquía, provincia de Requena, al este del departamento de Loreto.

## Descripción
Santa Isabel es una localidad aislada del resto de la provincia de Requena, a orillas del río Puinahua. El gobierno peruano brinda ayuda mediante barcazas en lo que respecta a la agricultura de subsistencia.